# Cornelis Hofstede de Groot
Cornelis Hofstede de Groot (Dwingeloo, Países Bajos; 9 de noviembre de 1863-La Haya, Países Bajos; 14 de abril de 1930) fue un coleccionista, historiador de arte y conservador museístico conocido por su obra A catalogue raisonné of the works of the most eminent Dutch painters of the seventeenth century, based on the works of John Smith.

## Biografía
Nacido en Dwingeloo (Países Bajos) en 1863, debido a su debilidad pulmonar pasó durante su juventud algún tiempo en Suiza, donde aprendió alemán. Se convirtió en el primer historiador del arte de los Países Bajos con formación académica, y debido a que recibió su formación en Leipzig, una gran parte de su trabajo se publicó en alemán.
Trabajó en diversas instituciones relacionadas con el arte de los Países Bajos, entre ellas el Museo Frans Hals, el Museo Municipal de La Haya (Gemeentemuseum Den Haag) y el Instituto neerlandés para la Historia del Arte (Rijksbureau voor Kunsthistorische Documentatie, RKD), considerado como el centro de historia del arte más grande del mundo. Como experto en arte, mantuvo muchas diferencias de opinión con Abraham Bredius y otros expertos. 
En 1893 descubrió que Alegre compañía, una obra atribuida durante mucho tiempo a Frans Hals, era en realidad obra de Judith Leyster, cuya firma característica se encontraba oculta bajo una falsa firma de Hals. A raíz de ello publicó un artículo sobre Leyster que permitió redescubrir su trabajo por primera vez después de varios siglos y propiciar la correcta atribución a Leyster de otras siete obras.
En 1896 se convirtió en director del Rijksprentenkabinet, el Museo Nacional de Ámsterdam, pero renunció dos años después debido a diferencias de opinión con su predecesor en el puesto. Se instaló en La Haya como crítico de arte independiente y comenzó a trabajar con Wilhelm von Bode en una obra de ocho volúmenes sobre Rembrandt titulada La obra completa de Rembrandt: Historia, descripción y reproducción heliográfica de todos los cuadros del maestro con un estudio de su vida y su arte. (The complete work of Rembrandt: History, description and heliographic reproduction of all the master's pictures with a study of his life and his art.; París, 1897-1906).

## El catálogo razonado
Hofstede de Groot es autor de una extensa obra que incluye más de 70 biografías de pintores holandeses. Su obra más conocida es su extenso Catálogo razonado, A catalogue raisonné of the works of the most eminent Dutch painters of the seventeenth century, based on the works of John Smith, escrito entre 1907 y 1928, y basado en el trabajo previo del catálogo razonado de John Smith (Londres, 1829–42). 

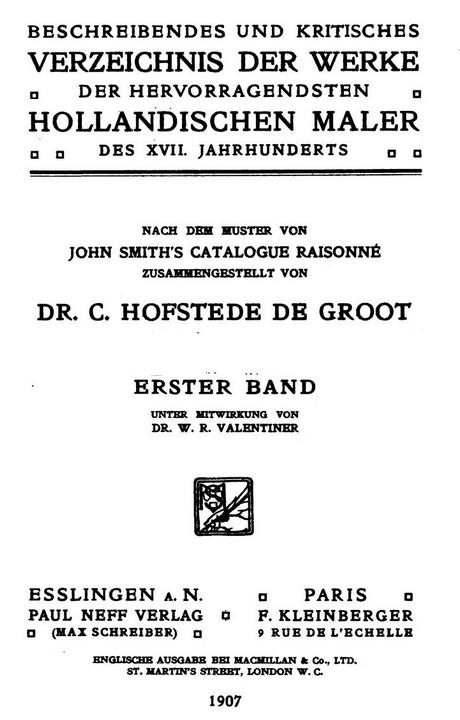
Primer volumen de la edición en alemán de 1907

En 1907 inició el trabajo de actualización del catálogo razonado de John Smith, inicialmente en alemán, pero casi de inmediato contrató al traductor Edward G. Hawke para garantizar la publicación en inglés. Hofstede de Groot falleció antes de que se pudiera completar la traducción de todos los volúmenes, por lo que quedaron sin traducir los dos últimos. Los volúmenes publicados fueron los siguientes (se indican las fechas de publicación en alemán e inglés): 
- Volumen 1 (1907; 1908): Jan Steen, Gabriel Metsu, Gerard Dou, Pieter de Hooch, Carel Fabritius y Johannes Vermeer; editado con la colaboración de W.R. Valentiner.[3]

- Volumen 2 (1908; 1909): Aelbert Cuyp, Philips Wouwerman; editado con la colaboración de Kurt Freise.[4]

- Volumen 3 (1910; 1910): Frans Hals, Adriaen van Ostade, Isaak van Ostade y Adriaen Brouwer; editado con la colaboración de Kurt Erasmus y Kurt Freise.[5]

- Volumen 4 (1911; 1912): Jacob van Ruysdael, Meindert Hobbema, Adriaen van de Velde y Paulus Potter; editado con la colaboración de Kurt Erasmus, W.R. Valentiner y Kurt Freise.[6]

- Volumen 5 (1912; 1913): Gerard ter Borch, Caspar Netscher, Godfried Schalcken, Pieter Cornelisz. van Slingelandt y Eglon Hendrik van der Neer; editado con la colaboración de Eduard Plietzsch y Karl Lilienfeld.[7]

- Volumen 6 (1914; 1916): Rembrandt y Nicolaes Maes; editado con la colaboración de Karl Lilienfeld, Heinrich Wichmann y Kurt Erasmus.[8]

- Volumen 7 (1918; 1923): Willem van de Velde, Johannes van de Capelle, Ludolf Backhuysen y Aert van der Neer; editado con la colaboración de Karl Lilienfeld y Otto Hirschmann.

- Volumen 8 (1923; 1927): Jan van Goyen, Jan van der Heyden y Jan Wijnants; editado con la colaboración de Otto Hirschmann, H. Kaufmann y Wolfgang Stechow.

- Volumen 9 (1926): Jan Hackaert, Nicolaes Berchem, Karel Dujardin, Jan Both, Adam Pynacker, editado con la colaboración de Otto Hirschmann, Wolfgang Stechow y Kurt Bauch.

- Volumen 10 (1928): Frans van Mieris, Willem van Mieris, Adriaen van der Werff, Rachel Ruysch y Jan van Huysum; editado con la colaboración de Elisabeth Neurdenburg, Otto Hirschmann y Kurt Bauch.

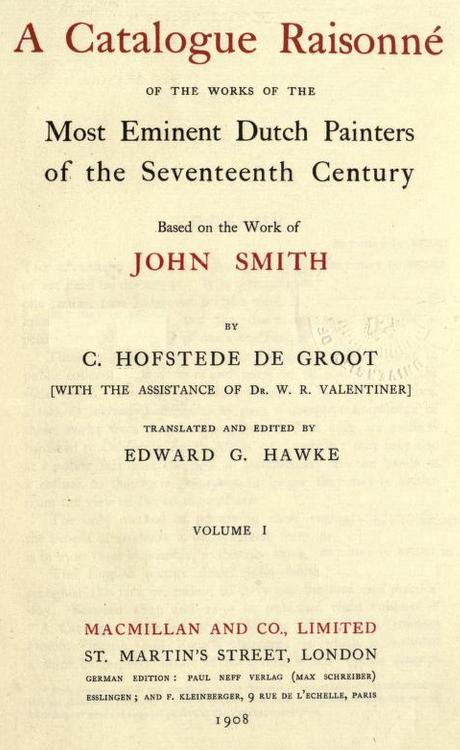
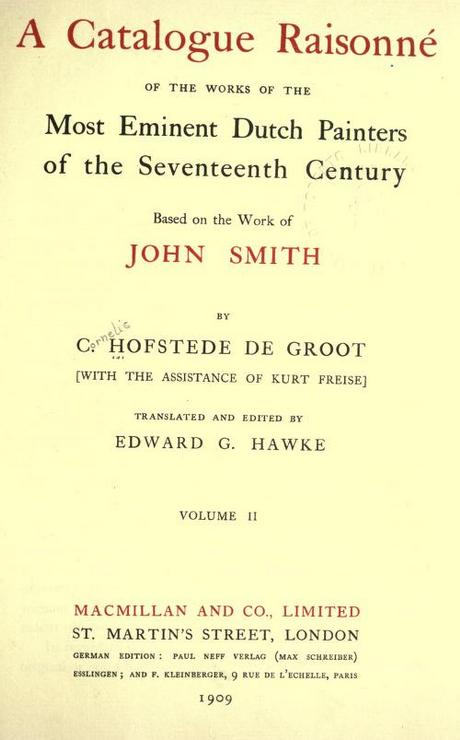
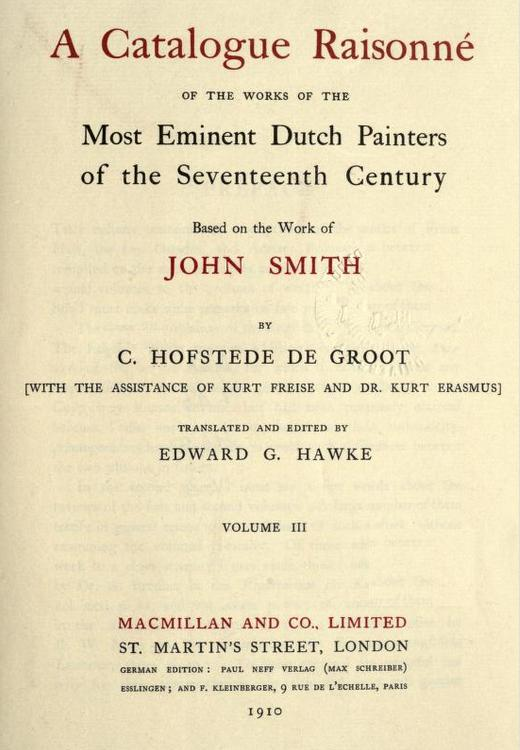
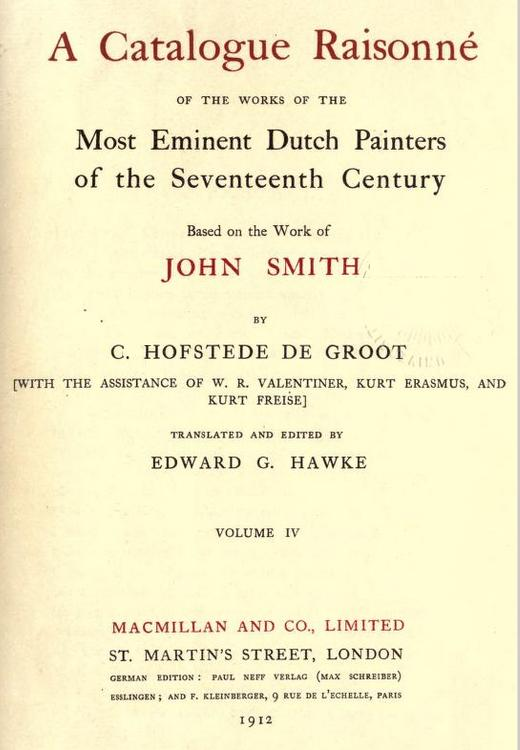
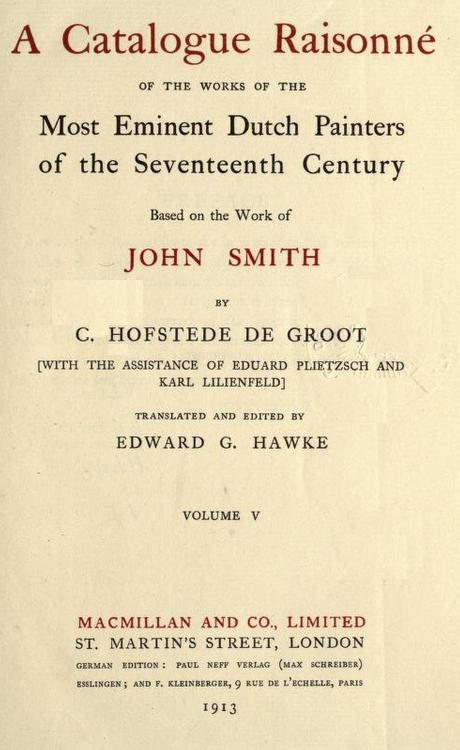
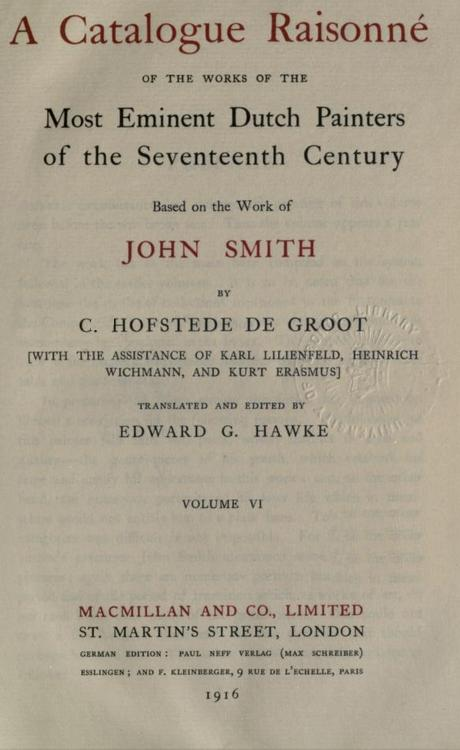